# Bulgarische Billie-Jean-King-Cup-Mannschaft

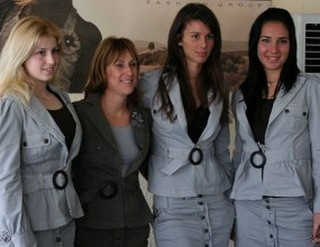
Team 2009 (von links nach rechts): Dalija Safirowa, Dora Rangelova (Teamchefin), Zwetana Pironkowa, Eliza Kostowa

Die bulgarische Billie-Jean-King-Cup-Mannschaft ist die Tennisnationalmannschaft von Bulgarien, die im Billie Jean King Cup eingesetzt wird. Der Billie Jean King Cup (bis 1995 Federation Cup, 1996 bis 2020 Fed Cup) ist der wichtigste Wettbewerb für Nationalmannschaften im Damentennis, analog dem Davis Cup bei den Herren.

## Geschichte
Erstmals am Billie Jean King Cup teilgenommen hat Bulgarien im Jahr 1966. Das bisher beste Ergebnis war das Erreichen des Halbfinales 1985 und 1987.

## Teamchefs (unvollständig)
- Dora Rangelova

## Bekannte Spielerinnen der Mannschaft
- Ljubomira Batschewa
- Dia Ewtimowa
- Marija Gesnenge
- Sessil Karatantschewa
- Eliza Kostowa
- Swetlana Kriwentschewa
- Manuela Maleeva
- Katerina Maleewa
- Magdalena Maleewa
- Teodora Nedewa
- Pawlina Nola
- Elena Pampoulova
- Antoaneta Pandscherowa
- Zwetana Pironkowa
- Dalija Safirowa
- Isabella Schinikowa
- Dschulija Tersijska
- Wiktorija Tomowa
- Dessislawa Topalowa